# Pápua sas
A pápua sas, vagy Gurney-sas (Aquila gurneyi) a madarak (Aves) osztályának a vágómadár-alakúak (Accipitriformes) rendjébe, ezen belül a vágómadárfélék (Accipitridae) családjába tartozó faj.

## Előfordulása
Új-Guinea szigetén, Pápua Új-Guinea, Indonézia  és Ausztrália területén él.

## Megjelenése
Testhossza 74–86 centiméter, szárnyfesztávolsága 170–190 centiméter, testtömege 3000 gramm. Tollazata barna, sötétebb mintázattal. Csőre nagy, horgas és erős. Szárnyai szélesek, ami lehetővé teszi, hogy kis erőráfordítással is nagy területeket tudjon a levegőből megfigyelni.

## Életmódja
Általában emlősökkel táplálkozik, de dögöket is szívesen elfogyaszt.